# Vatican News
Vatican News, anciennement News.va, est un portail web unique et officiel du Vatican créé en décembre 2017 à l'initiative du Dicastère pour la communication. Il est à la fois un organe de communication, un site d'information et un instrument d'évangélisation.

## Histoire

### News.va
Le 28 juin 2011 est lancé le portail multimédia et multilingue News.va. Le site est destiné à rassembler la totalité des informations émises par le Saint-Siège : les dépêches de l’Agence Fides, les émissions de Radio Vatican, les articles de L'Osservatore Romano, les vidéos mises en ligne par le Centre de télévision du Vatican (CTV) et les nouvelles diffusées par le Vatican Information Service. Initialement le site n'est disponible qu'en italien et en anglais, avant d'être traduit en espagnol, français, portugais et allemand. Le lancement du site s'inscrit dans la nécessité d'une meilleure communication, après quelques déboires dans ce domaine, comme en 2006 le discours de Ratisbonne en 2006, la déclaration de Benoît XVI sur le préservatif et le SIDA, ainsi que l'affaire Williamson en 2009. Le site est également relayé sur Facebook et Twitter,,.

### Remplacement par Vatican News
La vaste réforme des médias du Vatican, voulue par le pape François en 2014, aboutit en 2015 à la création du Secrétariat pour la Communication qui a pour but de restructurer les moyens disponibles. C'est à cet effet qu'est mis en ligne le 16 décembre 2017 un portail unique et officiel, Vatican News, qui remplace News.va et les sites de Radio Vatican et de CTV. Le portail Vatican News est  décliné sur les réseaux sociaux Facebook, Twitter, Instagram et YouTube,, sur lesquels il compte, en janvier 2018, 4 millions d'abonnés. En juillet de la même année, Vatican News est disponible dans 33 langues. Conçu comme un organe de communication du Vatican, plus qu'un simple site d'information, le portail connaît une crise de sa rédaction en 2021. En 2024, il est décliné dans une cinquantaine de langues et d’idiomes différents.